# Mariela Griffor
Mariela Griffor (sinh ngày 29 tháng 9 năm 1961 tại Concepcion, Chile),là một nhà thơ, biên tập viên, nhà xuất bản của Marick Press và là nhà ngoại giao. Bà là tác giả của ba bộ sưu tập thơ, Exiliana, House và gần đây nhất là, The Psychiatrist (Eyewear Publishing, 2013), (Nhà xuất bản Eyewear vào năm 2013), và đã có những bài thơ và bản dịch được xuất bản trên nhiều tạp chí và báo văn học như Poetry International, Washington Square Review, Texas Poetry Review, and Éditions d'art Le Sabord, trong tuyển tập bao gồm Poetry in Michigan / Michigan in Poetry, từ tờ  New Issues Press. Một loạt các bài thơ của Griffor đã được dịch sang tiếng Ý, tiếng Pháp, tiếng Trung, tiếng Thụy Điển và tiếng Tây Ban Nha. Bà đã được đề cử giải Griffin Poetry Award, giải Whiting Awards và giải thưởng PEN/Beyond Margins Award.

## Tiểu sử
Griffor sinh ra ở  Concepcion, Chile. Bà đã theo học tại Đại học Santiago de Chile và Đại học Công giáo  Rio de Janeiro. Bà rời khỏi Chile để sống lưu vong không tự nguyện tại Thụy Điển vào năm 1985. Griffor có bằng Cử nhân chuyên ngành Báo chí của Đại học bang Wayne và bằng thạc sĩ chuyên ngành Viết Sáng tạo của trường Đại học New England. Bà và người chồng quốc tịch Mỹ của bà quay lại Hoa Kỳ vào năm 1998 với hai đứa con gái của họ. Họ sống ở  Grosse Pointe Park, Michigan.

### Phê bình
- Marks, Camilo. "Resolana/Sunspots by Mariela Griffor". Web del Sol. Truy cập ngày 17 tháng 2 năm 2013.
- Aistars, Zinta. "Exiliana, poetry by Mariela Griffor". Zinta Reviews. Truy cập ngày 17 tháng 2 năm 2013.
- Etcheverry, Jorge. "En torno a un libro de Mariela Griffor". letras.s5.com (bằng tiếng Tây Ban Nha). Bản gốc lưu trữ ngày 17 tháng 8 năm 2016. Truy cập ngày 17 tháng 2 năm 2013. Bảo trì CS1: Ngôn ngữ không rõ (link)